# Edgardo Prátola
Edgardo Fabián Prátola (La Plata, Buenos Aires, Argentina; 20 de mayo de 1969-La Plata; 27 de abril de 2002) fue un futbolista argentino. Jugaba como marcador central y su primer equipo fue Estudiantes de La Plata, club donde también se retiró.

## Trayectoria
Jugó en Estudiantes de La Plata y fue pieza importante en el ascenso a Primera División en la temporada 1994/95. Luego jugó en el León de México y en Unión de Santa Fe, antes de retornar a Estudiantes en el año 2000.
Su último partido lo disputó el 11 de marzo de 2001 ante el rival de toda la vida, Gimnasia y Esgrima La Plata, venciendo Estudiantes por 2-1.
Diagnosticado con pólipos, y luego cáncer en el colon, padeció una serie de operaciones que no pudieron curarlo. Prátola comunicó abiertamente su enfermedad, luchó hasta el final por su vida y falleció el 27 de abril de 2002.
Antes de morir, pidió que no se postergase el partido entre Estudiantes de La Plata e Independiente que debía disputarse ese fin de semana. El partido se jugó y ambas hinchadas homenajearon su memoria.
Incluso, hasta la hinchada del eterno rival de Estudiantes, Gimnasia, se sumó a la despedida y colgó banderas con su nombre.
Cuando Estudiantes se consagró campeón del Torneo Apertura 2006, sus excompañeros José Luis Calderón y Juan Sebastián Verón le dedicaron una conmemoración, así como la hinchada del pincha y el equipo en general. Este hecho se repitió tras ganar la Copa Libertadores en 2009 y al consagrarse campeón del Torneo Apertura 2010, cuando el equipo recibió remeras con la leyenda «Ruso estás con nosotros», luego del pitazo de Pablo Lunati, que lo consagró campeón.
A pesar del prematuro final de su carrera, hasta mayo de 2014 mantendría –junto con Roberto Trotta– el récord como jugador con más expulsiones en el fútbol argentino durante la era de los torneos cortos. Sería superado por Fabián Cubero, al recibir éste su vigésimo segunda tarjeta roja.

## Clubes
| Club                    | País      | Año       |
| ----------------------- | --------- | --------- |
| Estudiantes de La Plata | Argentina | 1988-1996 |
| León                    | México    | 1996-1999 |
| Unión de Santa Fe       | Argentina | 1999-2000 |
| Estudiantes de La Plata | Argentina | 2000-2001 |

## Palmarés
| Título     | Club                    | País      | Año  |
| ---------- | ----------------------- | --------- | ---- |
| Nacional B | Estudiantes de La Plata | Argentina | 1995 |